# دژان کولوسفسکی
دژان کولوسفسکی (مقدونی: Dejan Kulusevski؛ زادهٔ ۲۵ آوریل ۲۰۰۰) بازیکن فوتبال اهل سوئد است که برای باشگاه فوتبال تاتنهام هاتسپر بازی می‌کند.